# محمد محمد
محمد محمد (انگلیسی: Mohamed Mohamed؛ زادهٔ ۷ فوریهٔ ۲۰۰۱) بازیکن هندبال اهل بحرین است.